# 127. вечити дерби у фудбалу
127. вечити дерби у фудбалу је фудбалска утакмица одиграна у Београду 23. септембра 2006. године, између Црвене звезде и Партизана. Утакмица се завршила резултатом 0 : 0.